# Aleksander Bojarski
Aleksander Erazm Bojarski (ur. 4 grudnia 1834 w Koniaczowie koło Jarosławia, zm. 19 kwietnia 1884 w Krakowie) – prawnik polski, profesor Uniwersytetu Jagiellońskiego.
Pochodził z rodziny szlacheckiej herbu Sas, był synem Erazma i Joanny z domu Mobili. Ukończył gimnazjum w Krakowie, następnie studiował prawo na UJ (1854–1859); w 1861 obronił doktorat praw na UJ. W latach 1860–1865 pracował jako zastępca prokuratora w sądzie krakowskim, następnie podjął pracę na uniwersytecie; kierował Katedrą Prawa i Postępowania Karnego, w 1866 został mianowany profesorem nadzwyczajnym, dwa lata później zwyczajnym. W roku akademickim 1872/1873 oraz 1879/1880 pełnił funkcję dziekana Wydziału Prawa. Wprowadził regularne seminaria z prawa karnego na UJ.
Wykładał prawo i postępowanie karne, zajmował się także prawem penitencjarnym. Przedstawił zasady nowego kodeksu prawa i postępowania karnego (1873) na tle porównawczym prawodawstw zagranicznych – niemieckiego, angielskiego i francuskiego. Pracował nad przygotowaniem Słownika niemiecko-polskiego wyrazów prawniczych i administracyjnych. Interesował się przyczynami wzrostu przestępczości w Galicji; zgłosił w związku ze swoimi obserwacjami projekty reform administracyjnych i penitencjarnych. Ogłosił kilka publikacji, m.in.:
- Rzecz o projekcie nowej ustawy karnej (1867)
- O sądach przysięgłych (1868)
- Zasady nauki o poczytaniu (1872)
- Dwa zabytki polskiego sądownictwa karnego z wieku XVI (1874)

Współpracował z pismami "Czasopismo Poświęcone Prawu i Umiejętnościom Politycznym" (1863-1869) i "Czas". W 1873 został członkiem czynnym AU, pełnił funkcję sekretarza Wydziału II AU (1876-1883) i sekretarza Komisji Prawniczej AU (1873-1874); był członkiem Komisji Językowej akademii, a w 1883 czasowo zastępował chorego Józefa Szujskiego na stanowisku sekretarza generalnego AU. Nowemu prawu i procedurze karnej poświęcił w 1873 serię odczytów dla sędziów, prokuratorów i adwokatów. Był pionierem opieki nad nieletnimi przestępcami oraz uwalnianymi więźniami w monarchii austro-węgierskiej, w 1881 założył Galicyjskie Stowarzyszenie Opieki nad Więźniami we Lwowie. Pochowany na cmentarzu Rakowickim w Krakowie (kwatera RB).

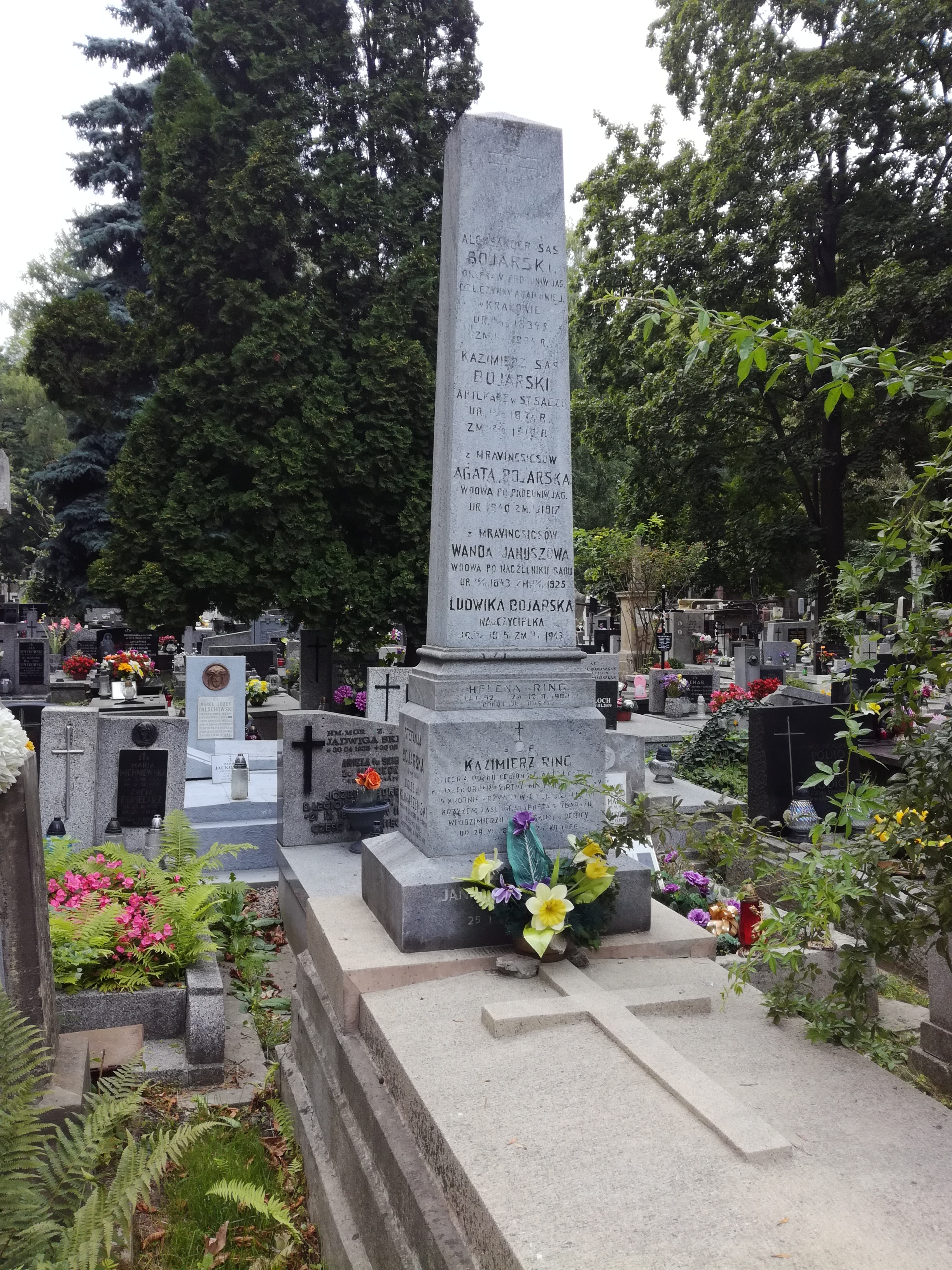
Grób prof. Aleksandra Bojarskiego

## Literatura dodatkowa
- Michał Patkaniowski: Bojarski Aleksander. W: Polski Słownik Biograficzny. T. 2: Beyzym Jan – Brownsford Marja. Kraków: Polska Akademia Umiejętności – Skład Główny w Księgarniach Gebethnera i Wolffa, 1936, s. 241. Reprint: Zakład Narodowy im. Ossolińskich, Kraków 1989, ISBN 83-04-03291-0